# شركة أصفهان للصلب
شركة أصفهان للصلب (الفارسية: شرکت ذوب‌آهن اصفهان)، المعروفة سابقًا باسم شركة أصفهان أريامهر للصلب (herkaté Zob âhané Esfahan) قبل ثورة 1979، تم افتتاح الشركة في أواخر الستينيات، ومقره بالقرب من مدينتي فولادشهر وزرينشهر، محافظة أصفهان. وهي ثالث أكبر منتج للصلب في إيران وتخضع لسيطرة وزارة الصناعة والمناجم في إيران بشكل مباشر.

## تاريخها

### شركة أصفهان أريامهر للصلب
في أول بادشاه رضاشاه، دعت شركة إنتاج ألمانية للتحقق من أحداث كارخانه إلى إيران. كان الهدف الأول من هذا الكارخان هو تأمين العناصر اللازمة لطريق شبكي قياسي تم وضع الأحداث فيه في وقت مبكر.  هذه الرسوم الكارشنانية ساهمت في تدمير مليون تومان مما لا يمكن تحقيقه لدولة إيران بشكل فعال. لقد قررت أن تختصر الطريق بموارد السكك الحديدية في وقت واحد وفي نفس الوقت، وساعدت في حل مشكلة الكوكتيلات التي دفعت تكاليفها ما لا يقل عن مليون تومان وساعدت في وقت طويل، في السنوات الماضية. 
عام 1317 ه‍. ش كانت كارخانهٔ تفكك‌آهن ۵۳ أداة حصرية من شركة شراء المحاصيل الألمانية وحتى شهریور ۱۳۲۰ حيث بدأت الأشغال الإيرانية، تم استخدام هذه الآلة في صنع الآلات التي كانت موجودة في الكرخانه، اقرأ. كان ساختمان كاركانه نيز في هذه الأحداث. ولكن مع الأشغال الشاقة والأشغال الشاقة، توقفت الأعمال الهندسية للمهندسين الألمان شاغل في الكارخانه، وتوقفت الأعمال عن العمل وواصلت العمل على جزء من الكاركان الذي تم وضع الآلات فيه على الإنترنت.

### أصفهان للصلب
شهدت إيران في عام 1344هـ ش (1965م) توقيع اتفاق بين شركات التكنولوجيا والاقتصاد في إيران والاتحاد السوفييتي، ما أدى إلى تأسيس مجلس الصورة وبدء التعاون مع شركة "تياژپروم اكسبورت". وتم لاحقًا دمج شركة ألمانية أسهمت بدقة في تنفيذ المشروع دون الكشف عن معلومات غير ضرورية. ورغم هذه الجهود، لم تحل المشكلات التي واجهتها إيران. كما قامت شركة فرنسية بزيارة عدد من المدن الإيرانية بغرض تأسيس مصنع فولاذ، حيث أُنتج أكثر من 600 قطعة من المواد الخام، لكن المشروع ظل غير مكتمل. وبحلول عام 1351هـ ش، تم تطوير المصنع، وزار رئيس وزراء الاتحاد السوفييتي "ألكسي كوسيغين" إيران للمشاركة في مراسم افتتاح المصنع. استمرت بعدها عمليات التوسعة، بما في ذلك تطوير الأفران وأقسام الإنتاج، حتى عام 1357هـ ش، مع تحقيق تقدم ملحوظ في مختلف أقسام المشروع.